# Dargen
Dargen er en by og kommune i det nordøstlige Tyskland, beliggende i Amt Usedom-Süd i den nordøstlige del af Landkreis Vorpommern-Greifswald. Landkreis Vorpommern-Greifswald ligger i delstaten Mecklenburg-Vorpommern.

## Geografi
Dargen er beliggende ved nordbredden af Stettiner Haff midt i Naturpark Insel Usedom. Omkring elleve kilometer vest for kommunen ligger byen Usedom og omkring 10 kilometer mod nord Seebad Ahlbeck. Mod nord i kommunen ligger den omkring 94 hektar store Kachliner See.
I kommunen findes landsbyerne Bossin, Dargen, Görke, Kachlin, Katschow, Neverow og Prätenow samt en række små bebyggelser.

## Eksterne kilder og henvisninger
- Wikimedia Commons har flere filer relateret til Dargen

- Kommunens side  Arkiveret 11. september 2017 hos  Wayback Machine på amtets websted
- Befolkningsstatistik mm Arkiveret 11. september 2017 hos  Wayback Machine